# 아라비아 수학
아리비아의 수학은 인도와 그리스를 토대로 하여 전개되었다.
기하학은 그리스의 유클리드의 『기하학 원론』 13권의 번역사업에서 출발하고 높은 차원의 문제의 연구로 발전하였다. 같은 그리스의 수학자 아폴로니오스의 『원추곡선론』 8권 중 3권은 아라비아역(譯)만이 오늘날 남아 있다. 이와 비슷한 예는 이 밖에도 많은데 이는 아라비아 과학의 귀중한 역사적 공적이다.
대수학과 삼각법은 인도와 그리스, 특히 전자를 토대로 하여 아라비아에서 발전하였다. 인도는 산술과 대수학에서 이상한 천분(天分)을 보였는데, 페르시아 태생의 아라비아 최대의 수학자 알 콰리즈미(850년경 사망)는 인도 수학자 브라마굽타(598년 생)의 수학서를 토대로 하여 대수학을 건설하였다. 앨지브러(대수학)라는 명칭은 알 콰리즈미의 대수학서의 긴 아라비아어의 책이름의 일부분인 『알 자브루』에서 유래한다. 이것이 『대수학』이라는 명칭을 사용한 세계 최초의 서적이다. 알 콰리즈미는 또한 아라비아 최초로 삼각표를 만든 사람이기도 하다. 삼각법은 알 콰리즈미 천문학자인 알 바타니(858경-929)와 이븐 유누스(1009년 사망) 등에 의해 그리스와 인도의 그것을 훨씬 앞질렀다.  아라비아 대수학에 중요한 공헌을 한 학자 중에서 오마르 하이얌(1040경-1131경)의 이름을 빠뜨릴 수는 없다. 아라비아 수학의 최고의 업적으로 꼽히는 3차방정식의 기하학적 해법(解法)에 대한 그의 공적은 높이 평가되고 있다. 이 페르시아의 수학자는 또한 천문학자이자 철학자이며, 특히 시인으로서 뛰어났다. 그의 시집 『루바이야트』 (페르시아어로 '4행시'를 의미하는 루바이의 복수형)는 무르익은 페르시아 문화의 휴머니즘을 노래하였고, 경건한 회교상(回敎像)과 기묘한 대조를 이루고 있다.
여기에서 오늘날 우리들이 쓰고 있는 산용수자(算用數字) 이른바 아라비아 숫자의 경우, 이는 본래는 인도 숫자이다. 그것이 8세기 후반에 인도의 천문서와 더불어 아라비아에 들어온 후에 아라비아 과학과 함께 서유럽으로 전하여졌기 때문에 서유럽인은 그것을 아라비아 숫자라고 부른 것이다. 아라비아 숫자와 함께 제로(0)기호를 사용하는10진법의 기수방식(記數方式)이 인도로부터 들어온 것은, 진정 수학 계산법의 세계적 혁명이었다.

## 같이 보기
- 아라비아 숫자